# Bộ Phụ (阜)
Bộ Phụ, bộ thứ 170 có nghĩa là "gò, đống" là 1 trong 9 bộ có 8 nét trong số 214 bộ thủ Khang Hy.
Trong Từ điển Khang Hy có 348 chữ (trong số hơn 40.000) được tìm thấy chứa bộ này.

## Tự hình Bộ Phụ (阜)

Giáp cốt văn
Đại triện
Tiểu triện

## Chữ thuộc Bộ Phụ (阜)
| Số nét bổ sung | Chữ                                                            |
| -------------- | -------------------------------------------------------------- |
| 0              | 阜 阝                                                          |
| 2              | 阞 队                                                          |
| 3              | 阠 阡 阢 阣 阤                                                 |
| 4              | 阥 阦 阧 阨 阩 阪 阫 阬 阭 阮 阯 阰 阱 防 阳 阴 阵 阶          |
| 5              | 阷 阸 阹 阺 阻 阼 阽 阾 阿 陀 陁 陂 陃 附 际 陆 陇 陈 陉       |
| 6              | 陊 陋 陌 降 陎 陏 限 陑 陒 陓 陔 陕                            |
| 7              | 陖 陗 陘 陙 陛 陜 陝 陞 陟 陠 陡 院 陣 除 陥 陦 陧 陨 险       |
| 8              | 陚 陪 陫 陬 陭 陮 陯 陰 陱 陲 陳 陴 陵 陶 陷 陸 陹 険 隆       |
| 9              | 陻 陼 陽 陾 陿 隀 隁 隂 隃 隄 隅 隇 隈 隉 隊 隋 隌 隍 階 随 隐 |
| 10             | 隑 隒 隓 隔 隕 隖 隗 隘 隙                                     |
| 11             | 隚 際 障 隝 隞 隟 隠 隡                                        |
| 12             | 隢 隣 隤 隥                                                    |
| 13             | 隦 隧 隨 隩 險 隫                                              |
| 14             | 隬 隭 隮 隯 隰 隱                                              |
| 15             | 隳                                                             |
| 16             | 隴                                                             |
| 17             | 隵                                                             |